# Kazimierz I warszawski

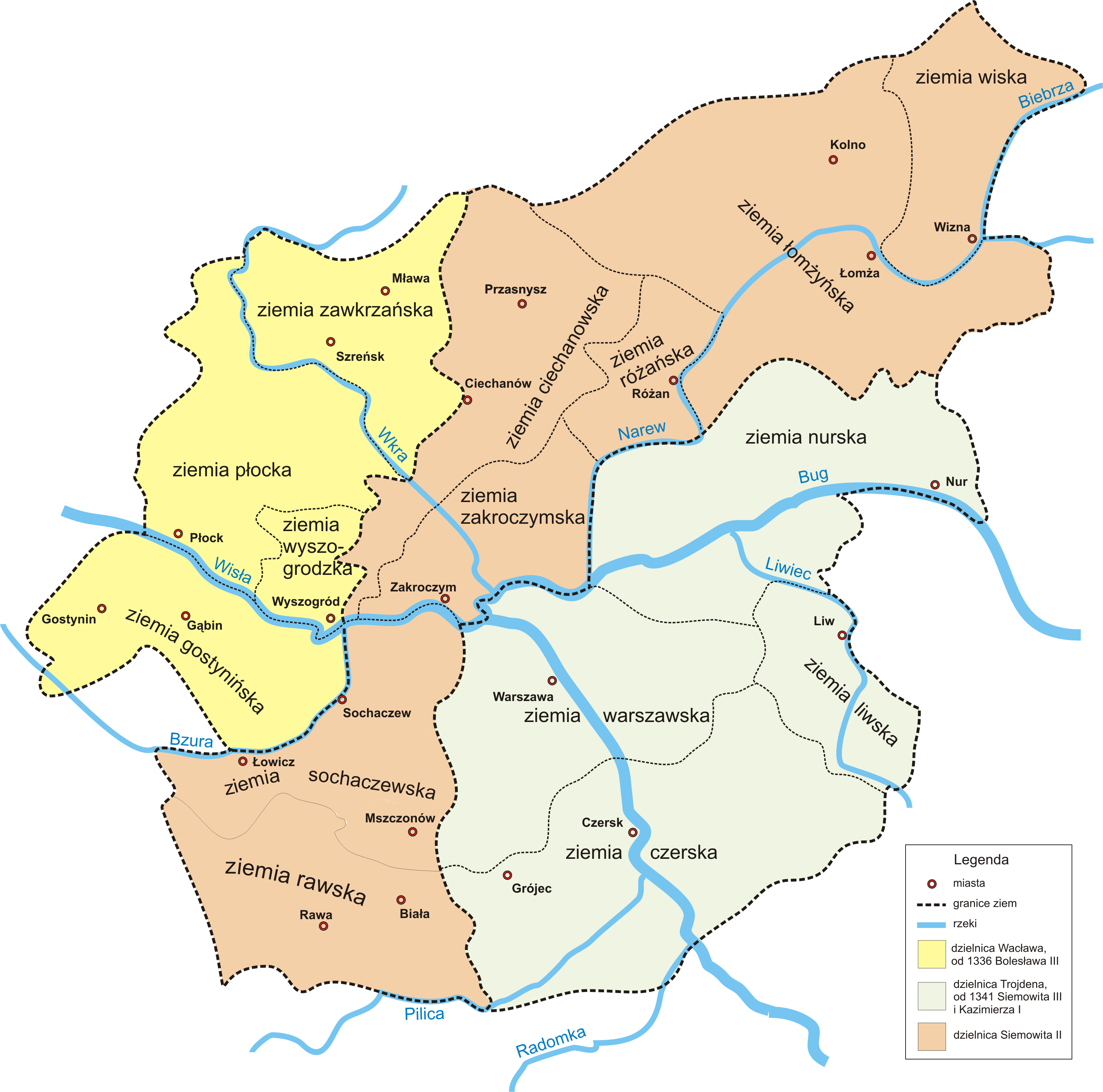
podział Mazowsza
(1313-1345)

Kazimierz I warszawski (ur. pomiędzy 1320 a 1331 r., zm. 26 listopada lub 5 grudnia 1355) – w latach 1341-1349 książę czerski razem z bratem Siemowitem III, od 1345 r. dodatkowo w ziemi rawskiej, od 1349 r. w wyniku podziału w Warszawie, od 1351 r. w Sochaczewie, od 1351 r. lennik Polski.

## Życiorys
Kazimierz I był trzecim (najmłodszym) pod względem starszeństwa synem księcia czerskiego Trojdena I i Marii halickiej. Nie znamy jego dokładnej daty urodzenia. W każdym razie jeszcze przez osiem lat po śmierci w 1341 r. ojca Kazimierz I nie posiadał własnego działu i to pomimo tego, że w 1345 r. Trojdenowice odziedziczyli po stryju Siemowicie II księstwo rawskie. 
Ostatecznie do podziału Mazowsza doszło 1349 r., kiedy to młodszy Kazimierz otrzymał niewielki dział z niezbyt liczącym się wówczas miasteczkiem – Warszawą. W ten sposób przyszła stolica Polski została po raz pierwszy wyróżniona, choć była wtedy osadą o wiele mniejszą od niedaleko leżących: Czerska i Rawy Mazowieckiej.
W 1351 r. do skromnego działu Kazimierz dołączył również ziemię sochaczewską otrzymaną po zmarłym bezpotomnie bracie stryjecznym – Bolesławie III.
18 września 1351 r. Kazimierz I wspólnie ze starszym bratem Siemowitem III zdecydował się na złożenie hołdu lennego królowi Polski Kazimierzowi Wielkiemu. W zamian za podporządkowanie się Polsce bracia otrzymali wówczas przyrzeczenie otrzymania całości spadku po Bolesławie III, gdyby król zmarł bezpotomnie. Stolice księstwa Bolesława III – Płock bracia otrzymali zresztą natychmiast, choć tylko jako zastaw, w zamian za 2000 grzywien.
Kazimierz I zmarł 26 listopada 1355 r. i został pochowany w katedrze płockiej. Kazimierz nie zdążył się ożenić. Nie miał też dzieci. Księstwo warszawskie jako opróżnione lenno przysługiwało wówczas Kazimierzowi Wielkiemu. Zgodził się on jednak na przekazanie całości spadku Siemowitowi III w zamian za złożenie hołdu lennego z całości jego ziem i umorzenie sumy zastawnej za księstwo płockie. 